# نادرآباد (ملکشاهی)
نادرآباد روستایی در دهستان شوهان بخش مرکزی شهرستان ملکشاهی استان ایلام ایران است.

## جمعیت
بر پایه سرشماری عمومی نفوس و مسکن در سال ۱۳۹۵ جمعیت این مکان ۶۴ نفر (۱۶خانوار) بوده‌است.